# (400273) 2007 RO233
(400273) 2007 RO233 es un asteroide perteneciente al cinturón de asteroides, descubierto el 12 de agosto de 2007 por el equipo del Lincoln Near-Earth Asteroid Research desde el Laboratorio Lincoln, Socorro, Nuevo México.

## Designación y nombre
Designado provisionalmente como 2007 RO233.

## Características orbitales
2007 RO233 está situado a una distancia media del Sol de 2,416 ua, pudiendo alejarse hasta 2,929 ua y acercarse hasta 1,904 ua. Su excentricidad es 0,212 y la inclinación orbital 6,271 grados. Emplea 1372,33 días en completar una órbita alrededor del Sol.

## Características físicas
La magnitud absoluta de 2007 RO233 es 17,5.